# Moïse Mugisha
Moïse Mugisha (ur. 1 września 1997 w Busogo) – rwandyjski kolarz szosowy. Olimpijczyk (2020).

## Osiągnięcia
Opracowano na podstawie:

2018
- 2. miejsce w Africa Cup (jazda drużynowa na czas)

2019
- 1. miejsce na 5. etapie Tour de l’Espoir
- 2. miejsce w mistrzostwach Afryki (jazda drużynowa na czas)
- 1. miejsce w klasyfikacji górskiej Tour du Cameroun
- 3. miejsce w mistrzostwach Rwandy (start wspólny)
- 3. miejsce w igrzyskach afrykańskich (jazda drużynowa na czas)
- 3. miejsce w igrzyskach afrykańskich (jazda indywidualna na czas)
- 1. miejsce na 3. etapie Tour du Faso

2020
- 2. miejsce w Tour du Rwanda
- 1. miejsce w Grand Prix Chantal Biya
  - 1. miejsce w klasyfikacji młodzieżowej
  - 1. miejsce na 1. i 4. etapie

2021
- 2. miejsce w mistrzostwach Afryki (jazda drużynowa na czas)
- 3. miejsce w mistrzostwach Afryki (jazda indywidualna na czas)
- 2. miejsce w mistrzostwach Afryki (mieszana jazda drużynowa na czas)

2022
- 1. miejsce w klasyfikacji górskiej Tour du Rwanda
  - 1. miejsce na 8. etapie
- 1. miejsce w Tour du Cameroun

## Rankingi
| Rok             | 2018  | 2019 | 2020 | 2021 | 2022 | 2023 | 2024 |
| --------------- | ----- | ---- | ---- | ---- | ---- | ---- | ---- |
| World Ranking   | 2350. | 475. | 308. | 525. | 949. | 582. | 448. |
| UCI Africa Tour | 172.  | 20.  | 7.   | 18.  | 41.  | 26.  | 17.  |
|                 |       |      |      |      |      |      |      |
| Źródło: UCI     |       |      |      |      |      |      |      |